# Ironomyia nigromaculata
Ironomyia nigromaculata är en tvåvingeart som beskrevs av White 1916. Ironomyia nigromaculata ingår i släktet Ironomyia och familjen Ironomyiidae. Inga underarter finns listade i Catalogue of Life.